# Sint-Jozefkathedraal (Groningen)
De Sint-Jozefkathedraal, ook Sint-Jozefkerk, (voluit: de Kathedrale kerk van de H.H. Martinus en Jozef) is de kathedrale kerk van het bisdom Groningen-Leeuwarden. Zij is tevens een van de kerken van de Groningse binnenstadsparochie Sint-Martinus. De kerk is een ontwerp van de architect Pierre Cuypers, met bijdragen van zijn zoon Jos Cuypers. 

## Geschiedenis
De bouw van de kerk werd destijds noodzakelijk geacht in verband met de aanleg van de nieuwe Oosterpoortwijk. Omdat daar veel arbeiderswoningen verrezen werd de kerk gewijd aan Sint Jozef, patroon van de arbeiders.
De kerk is in neogotische stijl gebouwd van 1885 tot 1887. In opdracht van het kerkbestuur moest het een kopie worden van de Sint-Vituskerk in Bussum, maar dan 1,5 meter hoger. 
Cuypers baseerde de vorm van de kerk op de Broederenkerk te Zutphen; een driebeukige basiliek zonder transept met forse steunberen en luchtbogen. Eerder gebruikte de architect hetzelfde voorbeeld bij het ontwerpen van de Sint-Vituskerk in Bussum. De naastgelegen pastorie werd ook door Cuypers ontworpen. Bij de inrichting van de kerk werd Cuypers in eerste instantie ook betrokken: Hij mocht ~in 1888 het eerste zijaltaar leveren. Toen de eerste pastoor zich aandiende, zorgde deze er via zijn connecties echter voor dat de rest van de inrichting grotendeels werd verzorgd door leden van de 'Utrechtse kring' van het St. Bernulphusgilde. Zo tekende Mengelberg voor het imposante gebeeldhouwde hoogaltaar, de communiebanken, het triomfkruis, het Maria-altaar en de Maria-kansel (verwijderd kort na 1950), mocht Geuer de glazen van de koorramen leveren en werd Jansen de polychrome beschildering van het priesterkoor toevertrouwd (deze drie verzorgden ook het interieur van de Sint-Vituskerk in Winschoten). Cuypers werd later overigens wel weer geconsulteerd voor de verdere invulling van het interieur. Op 25 mei 1887 werd de kerk geconsacreerd. 
Sinds 1906 bezit de Sint-Jozefkerk een hoofdorgel gebouwd door de Utrechtse firma Maarschalkerweerd.
De kerk werd aanvankelijk als parochiekerk gebruikt tot in 1970 de Sint-Martinuskathedraal aan de Broerstraat aan de eredienst werd onttrokken. In 1981 werd de Jozefkerk officieel de kathedraal van het bisdom Groningen-Leeuwarden. 

## Toren en luidklokken
De toren mocht Cuypers wel zelf ontwerpen. Het werd een voor het noorden zeer opvallende zeskante hoogopgaande romp met een open stalen spits. Het ontwerp is op twee punten bijzonder: De zeskantige vorm en het gebruik van gietijzer als materiaal voor de 78 meter hoge torenspits. Vanuit alle kijkrichtingen zijn er twee wijzerplaten te zien (wat bij een vierkante toren ook kan), en vaak zelfs drie (wat bij vierkante torens onmogelijk is). Het zien van drie klokken tegelijk werd door sommige schertsenderwijs gerelateerd aan de effecten van alcohol. Dankzij deze eigenaardigheid heeft de toren de bijnaam 'dronkemanstoren' gekregen. 
Begin najaar van 2020 kreeg het kerkgebouw twee nieuwe luidklokken die bij de overige vier kwamen en het gelui een meer kathedrale klank hebben gegeven. In maart 2022 completeerden twee kleinere klokken, geschonken door een particulier, het achtstemmig klokkenkoor.

## Externe links

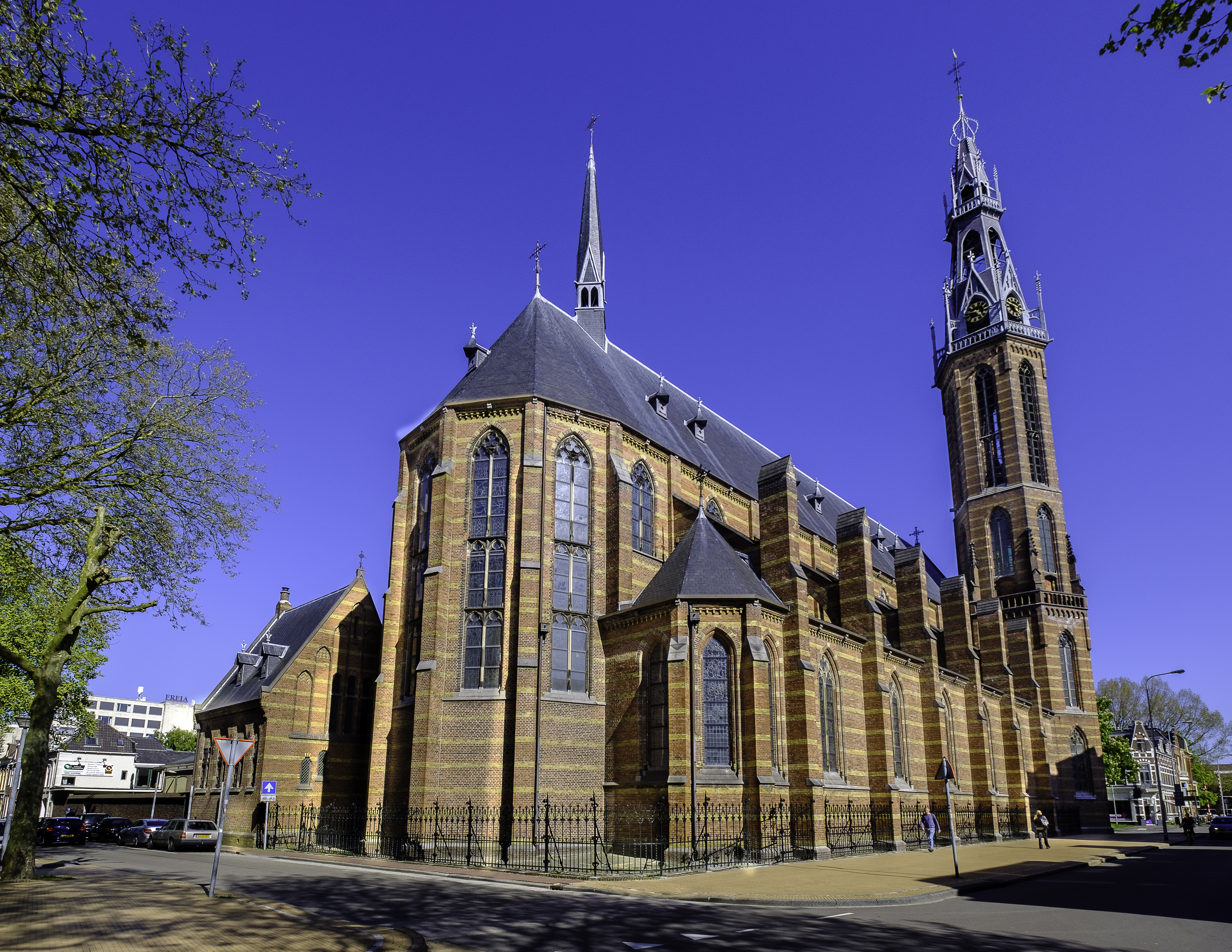
Achteraanzicht
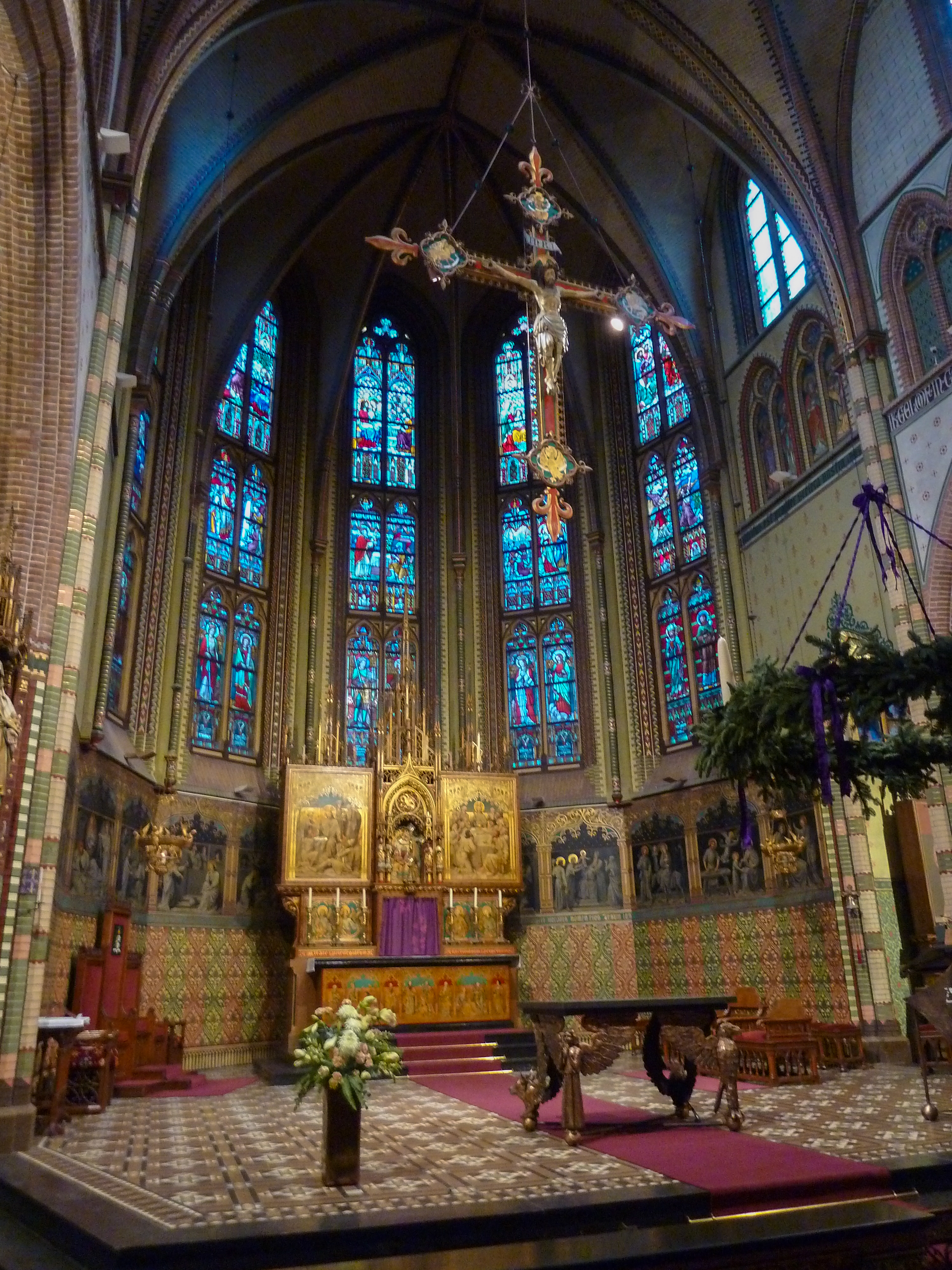
Priesterkoor
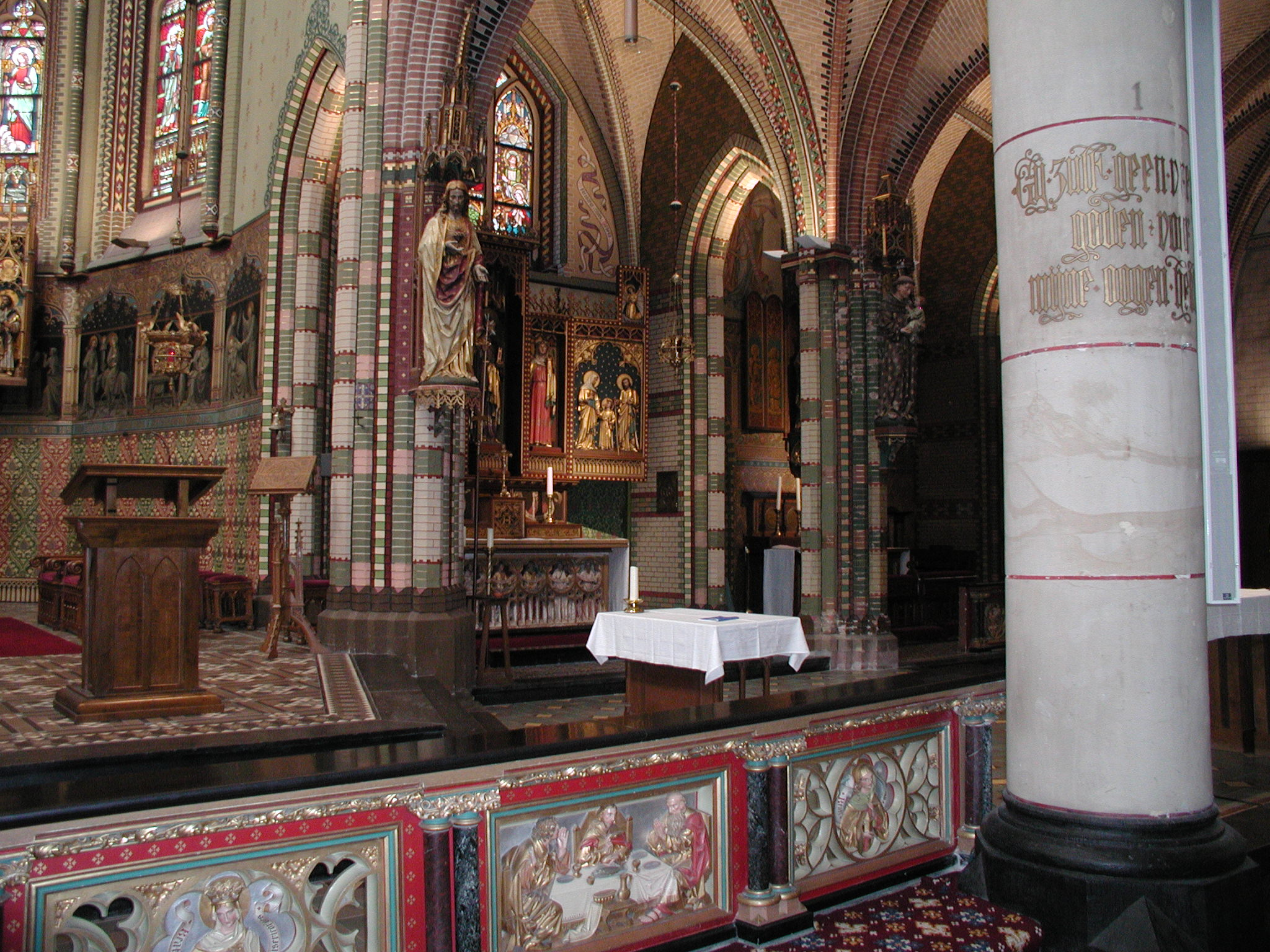
interieur van de Sint-Jozefkathedraal
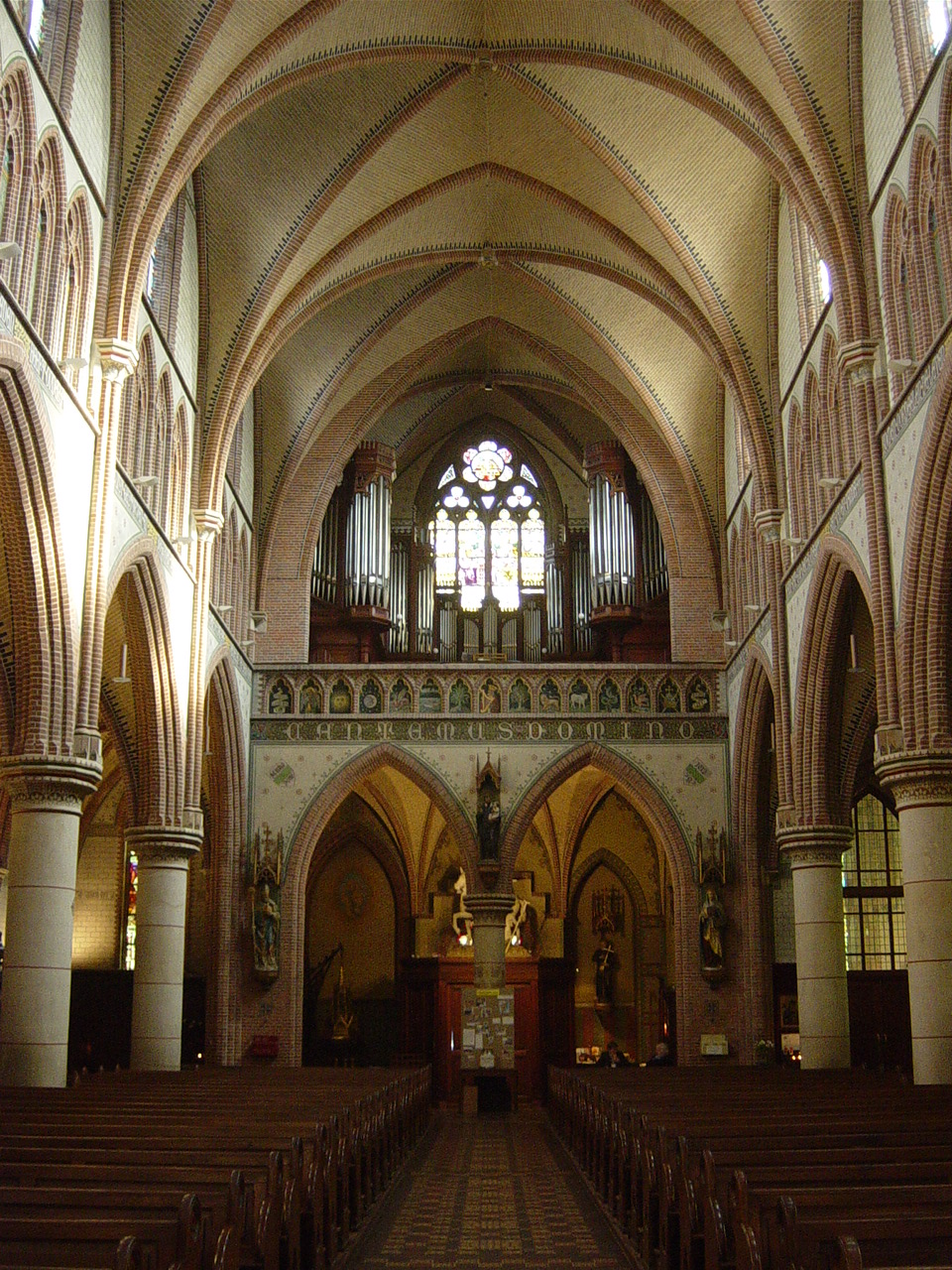
interieur naar het orgel toe
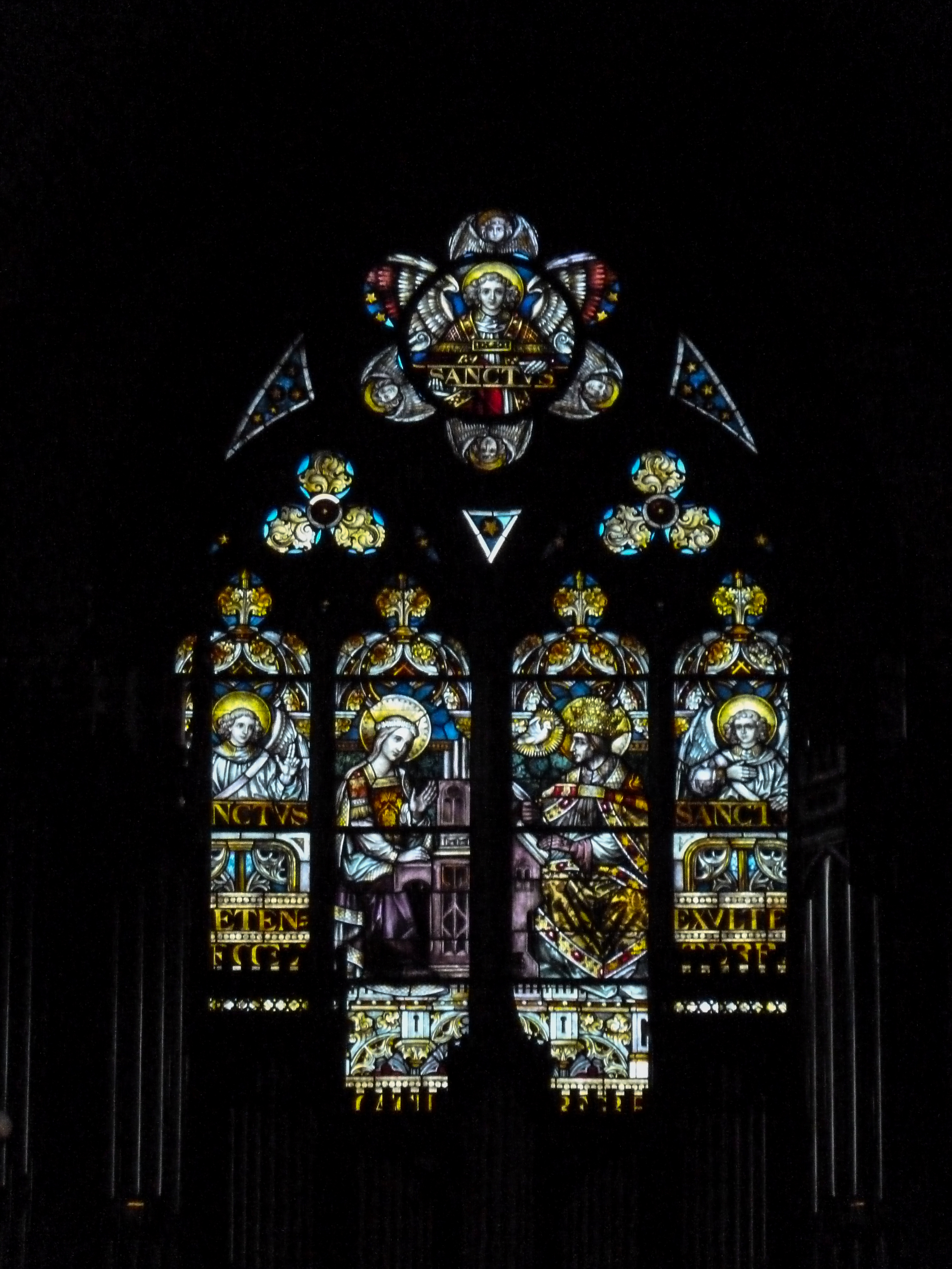
Mozaïek boven het orgel
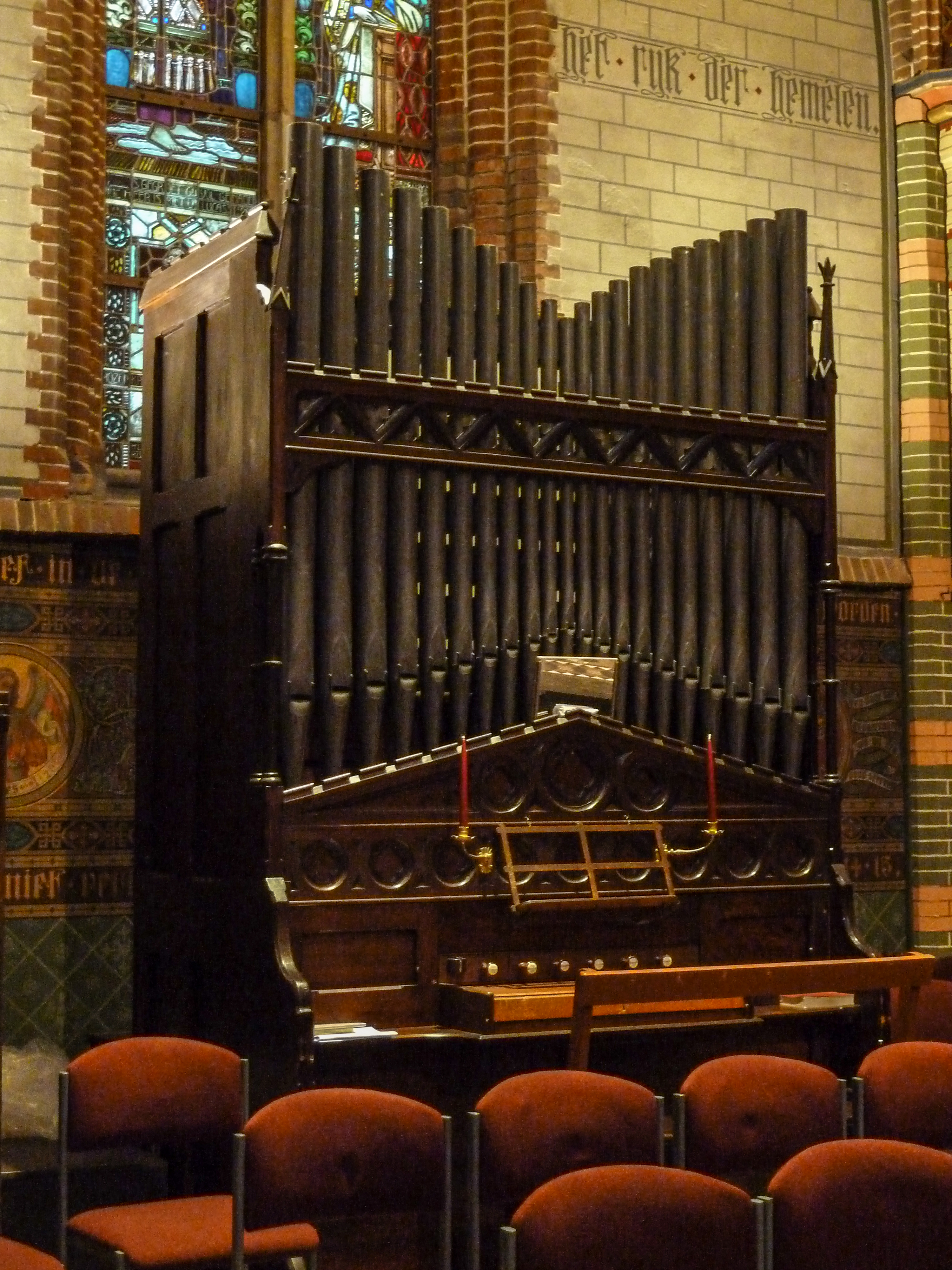
Koororgel A.W.Hewitt, 1864, (geplaatst in 2004)
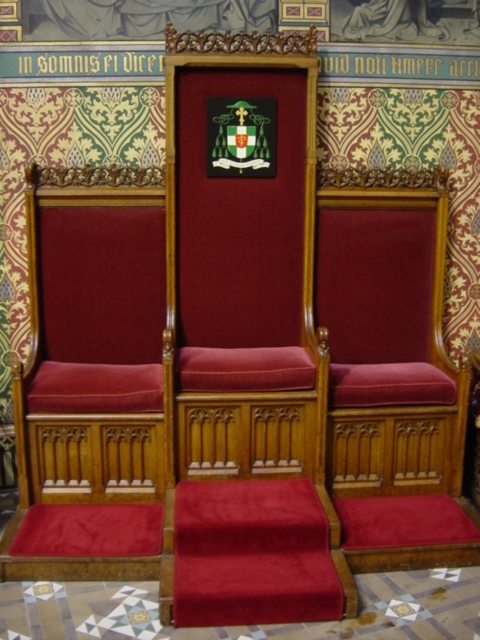
Bisschopszetel (Kathedra) van de bisschop van Groningen-Leeuwarden, hier nog met het wapen van mgr. Wim Eijk